# Maria Ritter
Maria Ritter (ur. 11 października 1899 w Nowym Sączu, zm. 25 marca 1976 tamże) – polska malarka, rzeźbiarka, działaczka społeczna, związana ze swym rodzinnym miastem.

## Życiorys
Była czwartą córką Feliksa i Anny Ritterów. Po ukończeniu szkoły powszechnej i gimnazjum żeńskiego w Nowym Sączu w 1919 wyjechała do Ciechocinka, gdzie przez dwa lata pracowała, jako nauczycielka w szkole powszechnej.
Następnie w latach 1921–1927 ukończyła studia wyższe w Krakowie. Na Uniwersytecie Jagiellońskim przez dwa lata studiowała filozofię ścisłą i historię sztuki, a następnie przez pięć lat malarstwo sztalugowe u prof. Wojciecha Weissa, grafikę u prof. Jana Wojnarowskiego, rzeźbę u prof. Xawerego Dunikowskiego oraz techniki ścienne u prof. Jana Koplińskiego na Akademii Sztuk Pięknych. W trakcie studiów w latach 1924–1925 studiowała w Paryżu u Ferdynanda Légera i Ottona Friescha. Podczas pobytu nawiązała kontakt z awangardową grupą polskich stypendystów filii krakowskiej ASP w Paryżu, prowadzonej przez Józefa Pankiewicza. W podróży do Paryża towarzyszył artystce jej powinowaty, sądecki artysta, uważany za malarza nurtu realistycznego, Bolesław Barbacki, którego niepokoiły te kontakty, obawiając się, że fascynacja nowoczesnością może „zaprzepaścić młody talent”. Obawy te były jednak na wyrost, gdyż Ritterówna choć otwarta na wszelkie nowinki, stroniła od skrajnej awangardy, nie negując wartości sztuki minionych epok, czego dowodem są namalowane kopie dzieł Leonarda da Vinci, Rembrandta Harmenszoona van Rijn, Diego Velázqueza, Jean-Antoine’a Watteau, sir Joshuy Reynoldsa. Pobyt we Włoszech w 1934 był okazją do doskonalenia warsztatu malarstwa ściennego.
W latach 30. pracowała nad polichromiami w kościołach w Dębnie Podhalańskim (w zespole Józefa Dudkiewicza), w Rzeszowie, Łańcucie, Żegiestowie i Mogilnie koło Grybowa.
W okresie II wojny światowej, podczas okupacji hitlerowskiej czynnie działała w konspiracji, kolportaż prasy podziemnej, pomagała w akcjach pomocy więźniom politycznym i Polakom wysiedlonym z ziem wschodnich. Współpracowała z PCK i Komitetem Pomocy Społecznej. Po zakończeniu II Wojny Światowej zajęła się tworzeniem Oddziału Związku Polskich Artystów Plastyków (ZPAP) w Nowym Sączu. Na ogólnopolskich zjazdach ZPAP w Warszawie i regionalnych w Krakowie, reprezentowała interesy środowisk twórczych z Nowego Sącza i okolic. W 1949 została radną Miejskiej Rady Narodowej w Nowym Sączu i członkiem Komisji Oświatowej oraz Komisji Ochrony Zabytków. W 1950 wstąpiła do Polskiego Komitetu Obrońców Pokoju. Funkcje te pozwoliły Marii Ritter na doprowadzenie wraz z gronem kolegów z ZPAP do otwarcia w Nowym Sączu Biura Wystaw Artystycznych w 1957.
Jako specjalistka z doświadczeniem w renowacji polichromii w 1949 zrealizowała zamówienie na polichromie w kościele w Brzesku i Tuchowie. W 1955 kierowała zespołem plastyków, odnawiających i częściowo rekonstruujących freski w sali posiedzeń nowosądeckiego ratusza. W 1957 zabezpieczała wraz ze Zbigniewem Borowskim resztki polichromii odkrytych w klasztorze OO Jezuitów w Nowym Sączu. Wykonała także w 1958 polichromie (według własnego projektu) w zakrystii kościoła św. Małgorzaty w Nowym Sączu, następnie w 1959 polichromie w kościele w Witkowicach koło Kęt, w 1960 polichromie w kościele w Jakubowicach, a w 1965 zaprojektowała polichromię zabytkowego kościoła drewnianego w Łososinie Dolnej.
Spod jej ręki w latach 60. wyszło także wiele prac malarskich i rzeźbiarskich o tematyce sakralnej dla kościołów głównie z Diecezji Tarnowskiej: obraz św. Urszula dla Korzennej, obraz św. Antoni dla Cikowic koło Bochni, płaskorzeźba Pietá dla Grybowa, dwa obrazy zasłonowe do ołtarza w kościele w Limanowej, tryptyk Święta Rodzina, obraz św. Kazimierz oraz Chrystus Nauczyciel dla kościoła św. Kazimierza w Nowym Sączu. W latach 70. zrealizowała zamówienie na projekty i realizację stacji Męki Pańskiej dla kościołów w Limanowej i Biesiadkach. Przygotowała także kilka projektów Stacji Drogi Krzyżowej dla kościołów w Falkowej i (obecnie dzielnica Nowego Sącza) Kąclowej. Wykonała na zamówienie kościoła w Rzepniku feretron z wizerunkami św. Franciszka i św. O Maksymiliana Kolbe oraz kopię obrazu ołtarzowego Przemienienie Pańskie dla kościoła św. Małgorzaty w Nowym Sączu.

## Choroba i śmierć
W 1974 artystka przeszła wylew krwi do mózgu, który spowodował paraliż prawostronny. Nie godząc się na bezczynność, ćwiczyła i wprawiała lewą rękę do rysunku, a wszystkie powstałe w ten sposób szkice opatrywała napisem „lewą ręką”.
Zmarła 25 marca 1976 w Nowym Sączu, gdzie została pochowana w rodzinnym grobowcu na cmentarzu komunalnym.

## Twórczość
Obok prac na zlecenie tworzyła także dzieła o różnorodnej tematyce, które prezentowała na wystawach. Dorobkiem artystki jest kilka tysięcy prac: oleje, akwarele, gwasze, rysunki, grafiki, rzeźby oraz malowidła ścienne. Jej twórczość przypadła na okres wielkich zmian i wielości kierunków artystycznych. U progu swej twórczości w latach 20., jej prace odwoływały się głównie do dziewiętnastowiecznego realizmu i naturalizmu, od lat 30. do 50. ulegała wpływom kolorystów i postimpresjonistów, w latach 40. i 50. podejmowała także tematy gloryfikujące trud pracy robotniczo–chłopskiej, zgodnie z doktryną socrealizmu. Dzieła z lat 60. i 70. są dojrzałymi kompozycjami konstrukcyjnymi, które cechują się ograniczoną gamą kolorów i zastosowaniem syntetycznych, zgeometryzowanych form płaszczyznowych. W okresie tym powstały najsłynniejsze obrazy artystki m.in. Amazonka, Harmonista, Arlekin z gitarą.

## Wystawy
- 1926 – udział w wystawie „Niezależni” młodych, awangardowych indywidualnych w Krakowie Tu odbył się pierwszy pokaz prac artystki;
- 1947 – udział w wystawie Salon zimowy (Kraków);
- 1948 – udział w dorocznej wystawie oddziału ZPAP w Nowym Sączu;
- 1951 – udział w wystawie letniej w Nowym Sączu;
- 1955 – wystawia z Czesławem Elsterem w Nowym Sączu, pokazuje 22 obrazy olejne, gwasze i akwarele;
- 1961 – indywidualna wystawa w Salonie Sztuki BWA 58 obrazów olejnych, 3 gwasze, 11 rysunków, 7 rzeźb i płaskorzeźb. Wystawa eksponowana w Nowym Sączu, Krakowie, Rzeszowie i Zakopanem.